# Мала Пельпахта (Бабаєвський район)
Мала Пельпахта — присілок в Бабаєвському районі Вологодської області Росії.
Входить до складу Борисовського сільського поселення (з 1 січня 2006 року по 13 квітня 2009 року входила в Новолукінське сільське поселення).
Відстань автодорогою до районного центру Бабаєво — 91 км, до центру муніципального утворення села Борисово-Судське по прямій — 22 км. Найближчі населені пункти — с. Велика Пельпахта. Станом на 2002 рік проживало 2 чоловік.